# Wyspy Świętego Piotra i Pawła
Wyspy Świętego Piotra i Pawła (port. Arquipélago de São Pedro e São Paul) – archipelag niewielkich, skalistych wysepek należących do Brazylii, leżący ok. 1000 km na wschód od jej wybrzeża, na Oceanie Atlantyckim. Wyspy administracyjnie przynależą do brazylijskiego stanu Pernambuco. Archipelag składa się z 5 wysepek i wielu skał:
- Ilha Belmonte (południowo-zachodnia): 5380 m²
- Ilha Challenger (São Paulo, południowo-wschodnia): 3000 m²
- Ilha Nordeste (São Pedro, północno-wschodnia): 1440 m²
- Ilha Cabral (północno-zachodnia): 1170 m²
- Ilha Sul (południowa): 943 m²

Średnica archipelagu nie przekracza 250 m. Na największej wysepce znajduje się sezonowa stacja naukowa. Wysepki nie są zamieszkane, nie ma na nich źródeł wody. Archipelag został odkryty 20 kwietnia 1511 przez armadę karawel, dowodzonych przez kapitana dom Garcia de Noronha, kiedy to jeden ze statków, São Pedro („Św. Piotr”) wpadł na skałę.
16 lutego 1832 wyspy odwiedził Karol Darwin, podczas pierwszego etapu podróży dookoła świata na HMS Beagle. Darwin słusznie zauważył, że wysepki te nie są pochodzenia wulkanicznego, lecz wyniesionym uskokiem tektonicznym.
Wyspy odwiedził również Ernest Shackleton podczas ostatniej wyprawy do Antarktyki w 1921–1922.
13 października 1965 wyspy badała załoga polskiego jachtu s/y Śmiały, w drodze do Brazylii, podczas wyprawy Polskiego Towarzystwa Geograficznego dookoła Ameryki Południowej.